# ميخائيل أكوتو
ميخائيل أكوتو (بالألمانية: Michael Akoto؛ بالإنجليزية: Michael Akoto) هو لاعب كرة قدم ألماني وغاني في مركز الدفاع، ولد في 10 مارس 1997 في غانا. لعب مع ماينتس 05.

## وصلات خارجية
- ميخائيل أكوتو على موقع قاعدة بيانات كرة القدم.إي يو (الإنجليزية)
- ميخائيل أكوتو على موقع بيانات كرة القدم. دي إي (الألمانية)
- ميخائيل أكوتو على موقع Soccerway.com (الإنجليزية)
- ميخائيل أكوتو على موقع عالم كرة القدم.نت (الإنجليزية)